# Radiodifusión comercial
La emisora comercial (también conocida como radiodifusión privada) es la transmisión de programas de televisión o de radio por medios de comunicación corporativos privados, en lugar de los patrocinados por el Estado. Fue el primer modelo de radio (y posteriormente de televisión) de los Estados Unidos durante la década de 1920, en contraste con el modelo de televisión pública que tenía Europa durante las décadas de 1930, 1940 y 1950, que prevaleció en todo el mundo (excepto en los Estados Unidos) hasta los años 1980.

## Características

### Publicidad
La radiodifusión privada se basa principalmente en la emisión de anuncios en la radio y la televisión para su propio beneficio. Al contrario que la radiodifusión pública, que recibe subvenciones del gobierno y trata de evitar la publicidad remunerada que interrumpe el programa. Cuando suenan los éxitos, interrumpen el programa para así poder recaudar fondos.
En los Estados Unidos, la televisión y la radio educativa no comercial (NCE) se conoce como radio comunitaria. Sin embargo, los servicios privados por cable, como por ejemplo los canales de televisión HBO y Showtime, en general funcionan exclusivamente con cuotas de subscripción  y no emiten publicidad. Ocurre lo mismo con las secciones de los dos principales sistemas de radio por satélite de producción propia (principalmente con programación musical).
La radiodifusión privada en un principio no pagaba por anuncios publicitarios. Sin embargo, con el paso del tiempo, la publicidad parecía ser menos objetable para el público y también para los organismos reguladores del gobierno, y por lo tanto se hizo más popular. A pesar de que la publicidad radiofónica surgió de imprevisto en la radio, se planeó insertarlos en la televisión debido al éxito que los anuncios tuvieron en la radio. La televisión comenzó con patrocinio comercial y más tarde se empezó a pagar por el espacio publicitario. Cuando surgieron problemas con los derechos legales y con las estrategias del marketing corporativo, la Comisión Federal de Comunicaciones (CCF) tomó decisiones reguladoras para controlar la radiodifusión comercial.

### Programación de pago
La radiodifusión comercial coexiste con servicios de pago como la televisión por cable, la radio y la televisión por satélite. Estos servicios están, en general, total o parcialmente pagados por suscriptores locales y esto se conoce como acceso arrendado. Otra programación (sobre todo en la televisión por cable) la producen empresas que operan, en gran medida, de la misma manera que las emisoras comerciales que se financian mediante los ingresos de la publicidad. Estas, y a menudo el proveedor de cable, venden espacios publicitarios de una forma parecida.
El interés de la Comisión Federal de Comunicaciones (FCC) por el control de la programación se inició con la investigación de la cadena de radiodifusión a finales de 1930, que culminó con el «Blue Book», un informe de 1946 sobre «responsabilidades de servicios públicos para licencias de difusión». El «Blue Book» diferenciaba entre los programas patrocinados por la atracción de las masas y programas «sostenidos» sin patrocinador que ofrecen las cadenas de radios. Esta programación sostenida, según el «Blue Book», tenía cinco características que servían al interés público:
- Los programas de la propia cadena equilibraban el horario de emisión, de manera que las telenovelas y los programas de música popular alcanzaban los índices de audiencia más altos y la mayor cantidad de patrocinadores comerciales.
- Tenían en cuenta la emisión de los programas que, por su controversia o naturaleza delicada, no eran adecuados para el patrocinio.
- Proporcionaban programación cultural para las pequeñas audiencias.
- Proveían de un acceso de emisiones limitado para las organizaciones municipales y sin ánimo de lucro.
- Permitían la experimentación artística y dramática, protegida de las presiones de los índices de audiencia a corto plazo y las consideraciones comerciales de un patrocinador.[1]

El tiempo comercial ha crecido 31 segundos por hora en el horario de máxima audiencia de los espectáculos televisivos. Por ejemplo, la cadena ABC ha pasado de 9 minutos y 26 segundos a 11 minutos y 26 segundos.

### Índices de audiencia
La programación en las emisoras comerciales atrae más audiencia – sobre todo durante los periodos de la Nielsen Ratings en Estados Unidos y algunos países latinoamericanos. 

### Otros factores
En ocasiones, la radiodifusión comercial (especialmente la de señal abierta) resulta controvertida. Una de las razones es la aparente falta de calidad y riesgo en la programación, frente a lo que algunos grupos más conservadores opinan que la mayoría de las veces es demasiado atrevida. Otro factor es la proporción desmesurada de publicidad durante los programas (especialmente en los infantiles), así como la incapacidad evidente a la hora de atender el interés local como consecuencia de la consolidación de los medios de comunicación. Las emisoras comerciales (en particular) son criticadas porque el público se ha percatado de la homogeneidad de su programación, de la censura encubierta de contenido con fines políticos y del deseo de reducir gastos a costa de una personalidad identificable por parte de la emisora. De este modo, la política es un factor muy importante en la crítica mediática, ya que ha dado lugar a un debate continuo (sobre todo en Estados Unidos) sobre qué principios morales deben aplicarse a las ondas aéreas, si es que es necesario aplicar algunos.

## Radiodifusión comercial a escala global

### América
La modalidad de radiodifusión dominante de los Estados Unidos y gran parte de Latinoamérica  es la comercial. «El sistema privado de los EE. UU. es el resultado de un cuidadoso esfuerzo de cooperación desarrollado por las corporaciones nacionales y las autoridades federales».
Las emisoras privadas con sede en EE. UU. más conocidas en la actualidad son las cadenas de televisión ABC, CBS, Fox y NBC, y la emisora de radio iHeartMedia. Entre los principales operadores de televisión por cable de EE. UU. se encuentran Comcast, Cox Communications y Time Warner Cable. Los servicios de Direct-broadcast satellite (DBS) incluyen DirecTV y Dish Network. 
Normalmente, durante una hora de retransmisión en una estación de radiodifusión comercial, se le dedica entre 10 y 20 minutos a la publicidad. Los anunciantes pagan una determinada cantidad de dinero para emitir sus propagandas. Dicha cantidad varía de acuerdo al índice de audiencia del programa o del análisis de audiencias del canal o la cadena. Esto hace que, a diferencia de los canales públicos,  las emisoras privadas deban rendir mayores cuentas a la publicidad, lo que es un inconveniente.

### Europa
En Europa la radiodifusión privada coexiste con la pública (donde la programación está financiada mayoritariamente por permisos de receptores de radiodifusión, donaciones públicas y subvenciones del Estado).
En Reino Unido, ahora está disponible British Sky Broadcasting (BSkyB), y antes lo estaba WorldSpace, una radio por satélite.

### Asia
La estación de radio asiática de mayor antigüedad, Radio Ceylon, es uno de los servicios comerciales más conocidos de la región.